# Napęd tylny

Schemat samochodów z tylnym napędem

Napęd tylny (RWD – Rear Wheel Drive) – oznacza, że w pojeździe silnikowym, najczęściej w samochodzie, moment obrotowy przekazywany jest na oś tylną.
Istnieją trzy podstawowe warianty układu napędowego w pojazdach tylnonapędowych:
- klasyczny (konwencjonalny) – silnik z przodu, napęd na koła tylne (np. stare Fordy, FSO Polonez, Mazda MX-5, Mercedes-Benz (z wyjątkiem klasy A oraz klasy B), Peugeot 505, Polski Fiat 125p, BMW (z wyjątkiem wersji 2 Active Tourer, X1 F48), Opel Omega, Cadillac, Alfa Romeo Giulia, Stelvio Samochody ciężarowe, Volkswagen LT, Ford Mustang, Chevrolet Camaro, Ford Crown Victoria, Chevrolet Caprice, Opel Senator, Opel Rekord, LDV Convoy),
- silnik z tyłu, napęd na koła tylne (np. Fiat 126p, Zastava 750, Volkswagen Garbus, Porsche 911, Škoda 105, Volkswagen Transporter (do III generacji), Smart Fortwo, Renault Twingo III generacji, DeLorean DMC-12, Smart Roadster, Smart Forfour II generacji, Chevrolet Corvair, Renault Dauphine),
- silnik przed (lub nad) tylną osią (tzw. umieszczony centralnie), napęd na koła tylne (Fiat X1/9, Ferrari, Pagani Zonda, Lamborghini Miura),
- silnik umieszczony pomiędzy przednią a tylną osią, napęd na koła tylne (Toyota Previa I generacji, Nissan Serena I generacji, Wildfire WF650-C).

## Cechy napędu tylnego
Praktycznie w każdym pojeździe środek ciężkości położony jest powyżej osi. Przy takim rozkładzie masy podczas przyśpieszania dociążana jest oś tylna, natomiast odciążana jest oś przednia. Z tego powodu napęd tylny pozwala uzyskać większe maksymalne dociążenie osi napędowej, zwiększa tarcie między kołami i nawierzchnią, zwiększając tym samym maksymalną siłę napędową.

## Konstrukcja
Zazwyczaj silnik jest zblokowany wraz ze skrzynią biegów, a następnie moment napędowy jest przekazywany wałem napędowym na przekładnię główną (np. zabudowaną w tylnym moście napędowym). Stosowane są układy z silnikiem umieszczonym nad przednią osią, pomiędzy osiami (centralnie) lub za tylną osią (np. w Autosan H9). Stosowane są również układy zblokowanego tylnego układu napędowego, gdzie silnik, skrzynia biegów i przekładnia główna stanowią jeden zespół (np. Fiat 126p).

## Zalety i wady

### Zalety
- nadsterowna charakterystyka podczas jazdy na zakręcie
- prosta konstrukcja przedniego zawieszenia
- oddzielenie kół napędzanych i kierowanych
- lepszy dostęp do elementów podczas naprawy
- wysoka wytrzymałość tylnego mostu napędowego
- lepszy rozkład masy
- zdolność do przenoszenia dużych wartości momentu obrotowego
- precyzyjniejszy układ kierowniczy i skrzynia biegów
- większy kąt skrętu kół przednich (brak przegubów napędowych)

### Wady
- wymaga większego doświadczenia u kierowcy
- skomplikowana konstrukcja tylnego zawieszenia
- ograniczona przestrzeń pasażerska i bagażowa (most i wał napędowy)
- wyższe koszty produkcji
- wyższa masa w porównaniu do przedniego napędu
- większe niż w przednim napędzie straty mocy na drodze przekazania napędu na koła w przypadku stosowania w przekładni głównej przekładni kątowej

Przy większym obciążeniu osi tylnej może zachodzić zjawisko podsterowności, natomiast w przypadku większego obciążenia osi przedniej nadsterowności. Umieszczenie silnika przed tylną osią (centralnie) pozwala na lepsze rozłożenie masy pomiędzy obie osie. Rozwiązanie to pozwala na zachowanie neutralności w prowadzeniu.

## Historia
Układ klasyczny był stosowany od zarania motoryzacji w większości aut. Samochody z silnikiem z tyłu pojawiły się dopiero tuż przed II wojną światową, natomiast układ centralny najpierw pojawił się w sporcie samochodowym i do tej pory jest pomyślnie stosowany jako alternatywa napędu na obie osie. Powodem dla którego stosuje się rozwiązania z centralnie umieszczonym silnikiem jest korzystniejszy rozkład masy pojazdu.